# Lovosice
Lovosice (in tedesco Lobositz) è una città della Repubblica Ceca facente parte del distretto di Litoměřice, nella regione di Ústí nad Labem.